# Wasseroberfläche

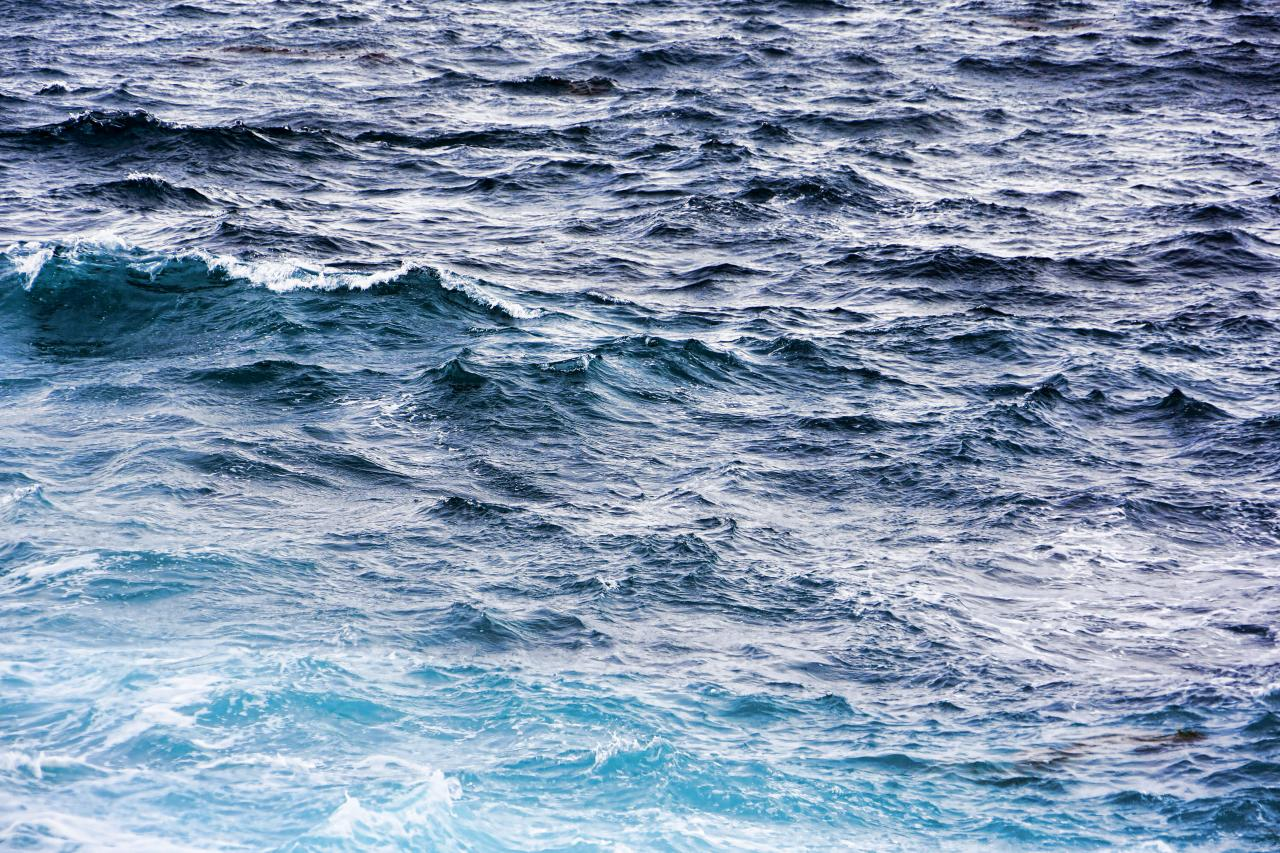
Wasseroberfläche

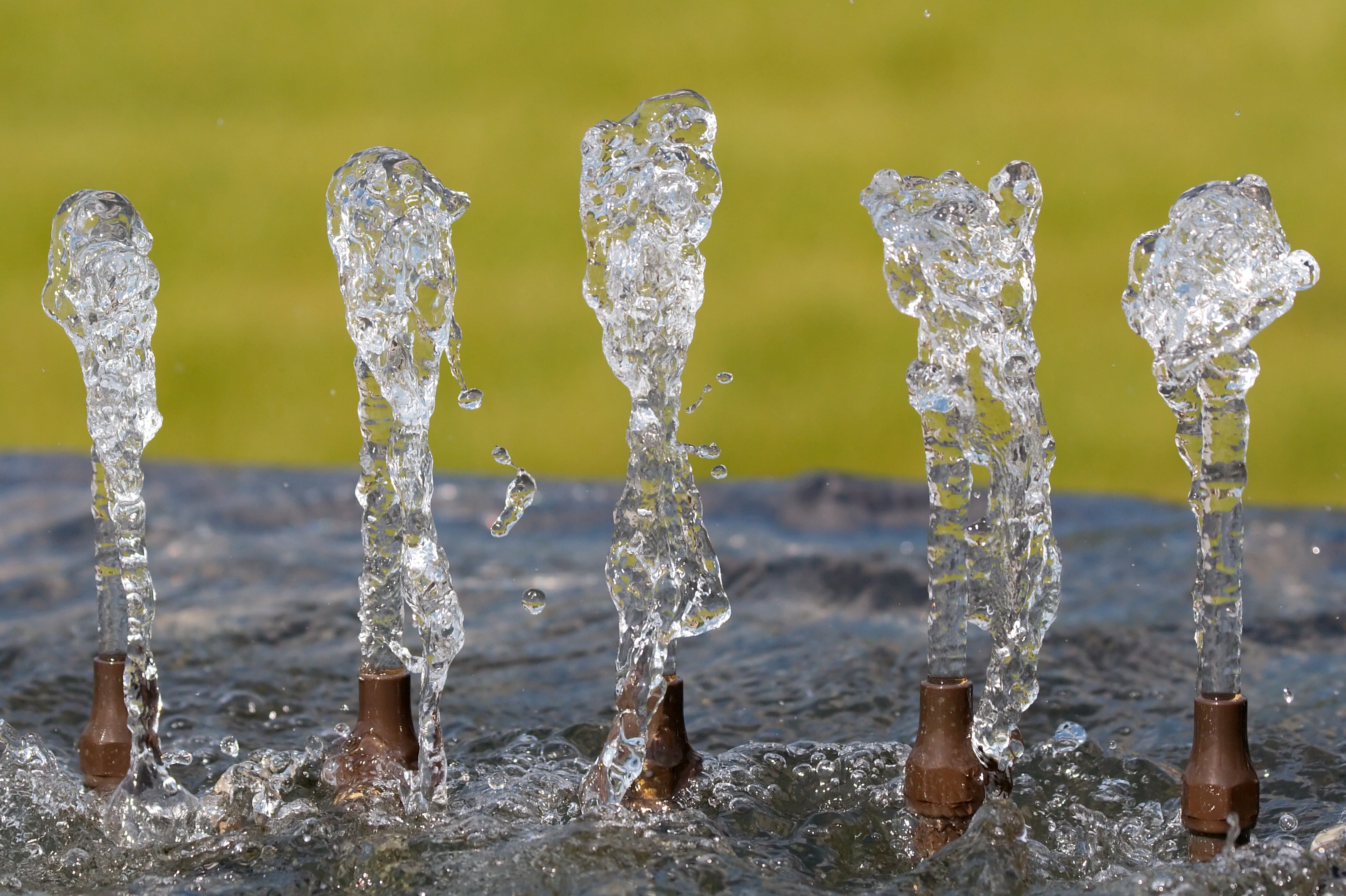
Oberflächen einzelner Wasserfontänen eines Springbrunnens

Die Wasseroberfläche ist die Grenzfläche zwischen Wasser und Luft. An ihr wird Licht gebrochen und reflektiert. Die Oberflächenspannung von Wasser bewirkt, dass kleine, leichte, nicht benetzende Objekte auf der Wasseroberfläche liegen können, obwohl sie eine höhere Dichte als Wasser haben.
Wasserwellen können sich entlang der Wasseroberfläche ausbreiten und sie in Bewegung versetzen.
Die Wasseroberfläche von Flüssen und Meeren ist ein wichtiger Lebensraum.

## Physikalische Eigenschaften
Die Wasseroberfläche bildet eine Grenzfläche zwischen den Medien Luft und Wasser, die einen unterschiedlichen Brechungsindex aufweisen. An ihr wird Licht je nach Einfallswinkel zu unterschiedlichen Anteilen reflektiert und gebrochen.
Durch die Oberflächenspannung, die durch die bipolare Anziehung der Wassermoleküle hervorgerufen wird (siehe Kohäsion, Wasserstoffbrücke), können sich z. B. Wasserläufer auf der Wasseroberfläche fortbewegen.
Objekte mit einer geringeren Dichte als Wasser können an der Wasseroberfläche schwimmen.

## Bedeutung als Lebensraum
Für die Flora und Fauna stellt der Übergang zwischen Wasser und Luft einen wichtigen Bestandteil ihres Lebensraums dar. Viele im Wasser lebende Tiere, die keine Kiemen haben, wie etwa Meeressäuger, Meeresschildkröten oder die Larve der Stechmücken, kehren regelmäßig an die Wasseroberfläche zurück, um dort Luft zu holen.